# Anne Schützenberger
Anne Ancelin Schützenberger (Mosca, 29 marzo 1919 – Parigi, 23 marzo 2018) è stata una psicologa e psicoterapeuta francese, professoressa all'Università di Nizza, dove diresse per oltre vent'anni il laboratorio di psicologia sociale e clinica.
È altresì cofondatrice dell'Associazione Internazionale di Psicoterapia di Gruppo.

## Biografia
Allieva di Jacob Levi Moreno e Françoise Dolto, la sua esperienza è nota a livello internazionale soprattutto nell'ambito della psicoterapia di gruppo e dello psicodramma. Ha lavorato al fianco di Margaret Mead, Gregory Bateson e Carl Rogers. Ai suoi studi si deve lo sviluppo della tecnica del genosociogramma: albero genealogico che tiene conto, oltre che dei legami di parentela esistenti, anche del ripetersi di particolari traumi psichici e fisici di generazione in generazione.
Il suo lavoro è essenzialmente mirato alla psico-genealogia, alla comunicazione non verbale e ai legami familiari.
Inizia i suoi studi di psicologia presso l'Università di Parigi subito dopo la seconda guerra mondiale e viene introdotta alla teoria psicoanalitica da Robert Gessain. Nel 1950 riceve il premio Aide Alliee conferito per la resistenza durante gli anni dell'occupazione nazista. Nel 1951 si trasferisce in America per osservare i processi di interazione e le dinamiche di gruppo intraprese da Kurt Lewin e contemporaneamente conosce Jacob Levi Moreno. Rimane colpita dalla personalità di Moreno e si dichiara da sempre figlia adottiva del fondatore della sociometria e da quel momento gli rimane vicina sostenendolo fino agli ultimi mesi di vita.
Jacob Levi Moreno riconosce in lei l'elevata capacità di osservazione e la vuole come rappresentante dello psicodramma nel mondo accademico. In venti anni di lavoro ha raccolto innumerevoli dati sulla comunicazione non verbale dei gruppi traendone una tesi conclusiva per il suo dottorato. Dal 1976 è Professore emerito in Psicologia sociale presso l'università di Nizza.
Nel 2001 viene riconosciuta come Membro Onorario della FEPTO (Federation European of Psycodrama Training Organization).
I suoi studi si approfondiscono sull'importanza di conoscere la vita degli antenati per capire la rilevanza della trasmissione inconscia e involontaria nei legami transgenerazionali. Nel 1998 pubblica in Francia Aïe, mes aïeux ! : Liens transgénérationnels, secrets de famille, syndrome d'anniversaire, transmission des traumatismes et pratique du génosociogramme, tradotto in Italia nel 2004 col titolo La sindrome degli antenati e numerose ristampe.
Il 5 maggio del 2008, la trasmissione Voyager, trasmessa da Rai 2 si occupa della sindrome degli antenati, intervistando Schützenberger e Maurizio Gasseau sulla psicoterapia transgenerazionale e sulla piscogeneaologia.
Dal 2016 l'Associazione Moreno Museum (presidente Marco Greco) provvede al riordino e schedatura dell'archivio e della biblioteca professionale ricevuti dalla studiosa, per preservarli e renderli disponibili per la ricerca.